# كاميلو بنسو

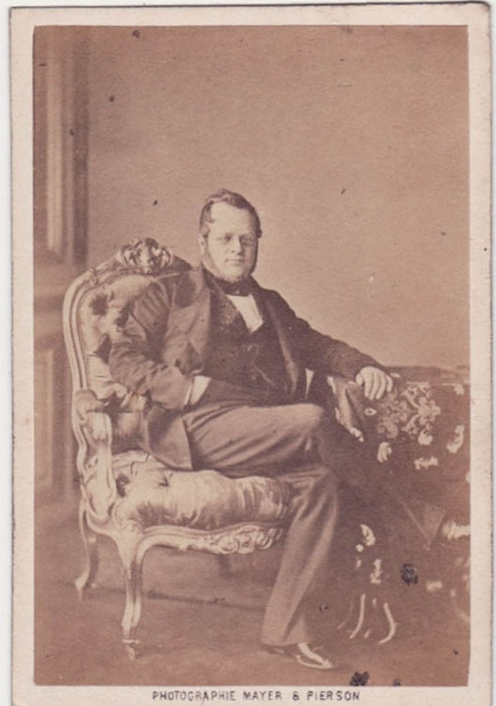
كافور في الخمسينات من القرن الثامن عشر كرئيس وزراء سردينيا

كامليو باولو فيلبو كونت كافور (بالإيطالية: Camillo Paolo Filippo Giulio Benso conte di Cavour)‏ أو كما هو معروف كافور (10 أغسطس 1810 - 6 يونيو 1861)، هو رئيس وزراء مملكة سردينيا ولاحقاً رئيس وزراء مملكة إيطاليا، يعزى إليه توحيد إيطاليا.
أرسى كافور عدة إصلاحات اقتصادية في منطقته بيدمونت خلال سنواته الأولى، وأسس صحيفة ريزورجمنتو 2 السياسية. سرعان ما ارتقى في المراتب، بعد انتخابه لمجلس النواب، بحكومة بيدمونت، وهيمن على مجلس النواب عبر اتحاد سياسيي يسار الوسط ويمين الوسط. أصبح كافور رئيسًا للوزراء عام 1852، وذلك بعد إنجاز مشروع ضخم لتوسعة شبكة السكك الحديدية. نجح كافور، بصفته رئيسًا للوزراء، في التفاوض بشأن طريق بيدمونت خلال حرب القرم، وحرب الاستقلال الإيطالية الثانية، وحملات غاريبالدي، إذ تمكن من المناورة ببيدمونت دبلوماسيًا لتصبح قوة كبرى جديدة في أوروبا، وسيطر على إيطاليا الموحدة التي كانت خمسة أضعاف بيدمونت قبل وصوله إلى السلطة. كان كافور ماسونيًا يتبع منظمة الطقوس الرمزية الإيطالية.
يقول المؤرخ الإنجليزي دينيس ماك سميث أن كافور كان أنجح برلماني في التاريخ الإيطالي لكنه لم يكن ديمقراطيًا. كان كافور ديكتاتوريًا في كثير من الأحيان، يتجاهل البرلمان وزملائه الوزاريين، ويتدخل في الانتخابات البرلمانية. مارس كذلك سياسة التحولات وغيرها من السياسات التي انتقلت إلى عصر ما بعد توحيد إيطاليا.

## السيرة الحياتية

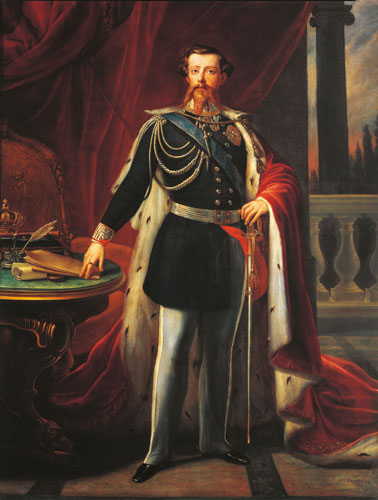
فيتوريو إمانويلي الثاني من سافوي (1820-1878)

### رئيس وزراء إيطاليا
أعلن فيتوريو إمانويلي الثاني عام 1861 تأسيس مملكة إيطاليا، جاعلًا كافور رئيس وزراء إيطاليا. كان بانتظار كافور العديد من القضايا الصعبة، كإنشاء جيش وطني، اختيار المؤسسات القانونية التي ينبغي الاحتفاظ بها في المواقع المختلفة، ومستقبل روما على وجه الخصوص. رأى معظم الإيطاليين أن روما لا بد أن تكون عاصمة إيطاليا الموحدة، ولكن تعارض ذلك مع السلطة الدنيوية للكرسي الرسولي وأيضًا استقلال الكنيسة. كان كافور يرى أن روما لا بد أن تبقى مقر «الكنيسة الحرة في دولة حرة»، وهو ما يحافظ على استقلالها مع تخليها عن السلطة الدنيوية. ستُعرف هذه القضايا لاحقًا باسم «المسألة الرومانية». ظلت فينيتو النمساوية مشكلة كذلك. اعترف كافور بأن فينيتو يجب أن تكون جزءًا لا يتجزأ من إيطاليا لكنه رفض اتخاذ موقف بشأن كيفية تحقيق ذلك، قائلًا «هل يكون خلاص فينيتو بالسلاح أم بالدبلوماسية؟ لا أعرف. إنه سر العناية الإلهية». أقرت أغلبية كبيرة دعوى بالموافقة على سياسته الخارجية، ولم يعارضها بصفة رسمية سوى الجماعات اليسارية واليمينية المتطرفة.
لم يكن إنشاء إيطاليا مهمة سهلة، مع ذلك مثل حكمها ضغطًا أكبر على رئيس الوزراء. في ذروة حياته المهنية عام 1861، أثرت أشهر من الأيام الصعبة، التي تخللها الأرق والقلق المستمر، على كافور. أُصيب بالمرض، على الأرجح بالملاريا، وزاد إصراره على سحب بعض الدم منه الأمور سوءًا. ما كان طبيبه ليوافق على ذلك، لكنه لم يكن متواجدًا، لذلك نزف كافور عدة مرات حتى كان من المستحيل تقريبًا سحب أي دم منه. دُفن في سانتينا، بالقرب من تورينو.
حازت إيطاليا بعد وفاته على فينيتو، إثر حرب الاستقلال الإيطالية الثالثة عام 1866، المرتبطة بالحرب النمساوية البروسية. أكمل الاستيلاء على روما عام 1870 توحيد إيطاليا (باستثناء ترينتو وترييستي).

## روابط خارجية
- كاميلو بنسو على موقع الموسوعة البريطانية (الإنجليزية)
- كاميلو بنسو على موقع إن إن دي بي (الإنجليزية)